# Puntius kannikattiensis
Puntius kannikattiensis är en fiskart som beskrevs av Arunachalam och Johnson 2003. Puntius kannikattiensis ingår i släktet Puntius och familjen karpfiskar. IUCN kategoriserar arten globalt som livskraftig. Inga underarter finns listade i Catalogue of Life.